# アンドレ・ド・トス
アンドレ・ド・トス（André De Toth、1913年5月15日 - 2002年10月27日）は、ハンガリー出身の映画監督。『肉の蝋人形』を手がけたことで知られている。

## 経歴
1913年5月15日、ハンガリーのマコに生まれる。ブダペスト大学にて法律を学んだ。ハンガリーで5本の映画を監督したのち、イングランドへ渡る。1942年、ハリウッドへ移り住む。
1947年、ジョエル・マクリー主演の西部劇『復讐の二連銃』を監督する。1948年、ディック・パウエル主演のフィルム・ノワール『落とし穴』を監督する。1951年、『拳銃王』で第23回アカデミー賞原案賞にノミネートされる。1953年、ヴィンセント・プライス主演の3Dホラー映画『肉の蝋人形』を監督する。
テレビドラマを手がけたのち、イタリアにて『海賊の王者』『蒙古の嵐』『シーザーの黄金』を監督する。1973年、第四次中東戦争直後のエジプトにてロケーション・ハンティングの最中、モーシェ・ダヤンと間違われて誘拐されるが、無事に解放される。1990年、ホラー映画『スポンティニアス・コンバッション/人体自然発火』に出演する。1994年、回顧録『Fragments: Portraits from the Inside』が刊行される。
2002年10月27日、カリフォルニア州バーバンクにて動脈瘤により死去。89歳没。生涯に7度の結婚を経験し、19人の子供をもうけた。

## フィルモグラフィー
特記なき作品は監督のみを担当。

### 映画
- 黒い河 Dark Waters （1944年）
- 復讐の二連銃 Ramrod （1947年）
- いのち短かし The Other Love （1947年）
- 落とし穴 Pitfall （1948年）
- 拳銃王 The Gunfighter （1950年） - 原作
- 馬上の男 Man in the Saddle （1951年）
- 西部のガンベルト Carson City （1952年）
- スプリングフィールド銃 Springfield Rifle （1952年）
- 廃墟の守備隊 Last of the Comanches （1953年）
- 叛逆の用心棒 The Stranger Wore a Gun （1953年）
- 平原の落雷 Thunder Over the Plains （1953年）
- 肉の蝋人形 House of Wax （1953年）
- タンガニイカ Tanganyika （1954年）
- 賞金を追う男 The Bounty Hunter （1954年）
- 勇者の汚名 Riding Shotgun （1954年）
- 土曜日正午に襲え Crime Wave （1954年）
- 赤い砦 The Indian Fighter （1955年）
- 栄光の果てに Monkey on My Back （1957年）
- 殺人者の影を追え Hidden Fear （1957年） - 監督・脚本
- 無法の拳銃 Day of the Outlaw （1959年）
- FBIモスクワに潜入せよ Man on a String （1960年）
- 海賊の王者 Morgan il pirata （1960年） - 監督・脚本
- 蒙古の嵐 I mongoli （1961年）
- シーザーの黄金 Oro per i Cesari （1963年）
- 10億ドルの頭脳  Billion Dollar Brain （1967年） - 製作
- 大侵略 Play Dirty （1969年）
- エル・コンドル El Condor （1970年） - 製作
- スポンティニアス・コンバッション/人体自然発火 Spontaneous Combustion （1990年） - 出演

### テレビドラマ
- 遙かなる西部 The Westerner （1960年）

## 著書
- Fragments: Portraits from the Inside （1994年）